# گسل آستارا
گسل آستارا یا گسل تالش یک گسل ترادیس با راستای شمالی–جنوبی است که در طول ۱۴۰۰ کیلومتر از ناحیه آستارا تا قفقاز کشیده شده‌است. این گسل در زمین‌ریخت‌شناسی منطقه نقش بزرگی داشته و فروافتادگی دریای خزر در شرق آن بسیار آشکار است. ریخت‌شناسی منطقه نشان‌دهنده عملکرد یک گسل معکوس با افت بسیار زیاد میان کوه‌های تالش و دریای خزر است؛ به طوری که نهشته‌های پالئوزوئیک را در کنار نهشته‌های جوان قرار می‌دهد.
سازوکار ژرفی گسل آستارا، نشان‌گر شیب بسیار ملایم صفحه گسل به سمت جنوب‌غربی است. این گسل توان لرزه‌ای دارد و در زمین‌لرزه‌های ۱۹۷۸ و ۱۹۵۳ قفقاز سازوکار فشاری داشته‌است.